# 山西省军政府
山西省军政府成立于1911年10月29日，打出了八卦太极旗。12月12日，娘子关被清军占领，军政府則撤离太原，而太原随即沦陷。1912年4月4日，阎锡山就任山西都督府都督，山西省军政府终结。